# Saqueo de Damieta (853)
El saqueo de Damieta fue una exitosa incursión realizada por la armada bizantina entre el 22 y el 24 de mayo de 853, en la ciudad portuaria de Damieta, ubicada en el Delta del Nilo. Con la guarnición militar ausente, los bizantinos asaltaron y saquearon Damieta, capturaron numerosos prisioneros y se apoderaron de una gran cantidad de armas y suministros destinados al Emirato árabe de Creta. Este ataque bizantino, repetido en años posteriores, conmocionó a las autoridades abasíes, quienes respondieron con medidas urgentes para reforzar las defensas costeras y fortalecer la flota local. Estas acciones marcaron el inicio del resurgimiento de la armada egipcia, que alcanzó su apogeo durante las dinastías tuluní y fatimí.

## Antecedentes
Durante la década de 820, el Imperio bizantino sufrió dos grandes reveses que destruyeron su supremacía naval en el Mediterráneo: el comienzo de la conquista musulmana de Sicilia y la ocupación de Creta por parte de los exiliados andalusíes. Estas derrotas marcaron el comienzo de una era en la cual los piratas sarracenos atacaron con relativa impunidad las costas cristianas del norte del Mediterráneo. El establecimiento del Emirato de Creta, convertido en un refugio para barcos musulmanes, abrió el Mar Egeo a sus incursiones, mientras que el control parcial de Sicilia permitió a los árabes atacar e incluso establecerse en parte de Italia y las costas del Adriático. Inmediatamente después de la conquista andalusí, los bizantinos intentaron recuperar Creta en varias oportunidades, y organizaron una invasión a gran escala en 842-843, pero todos estos esfuerzos fracasaron, con grandes pérdidas humanas y materiales.

## Expedición bizantina contra Damieta
En 853, el Imperio bizantino adoptó un nueva nueva estrategia: en lugar de atacar directamente Creta, buscó interrumpir las líneas de suministro de la isla, principalmente desde Egipto, descrito en palabras del historiador Alexander Vasiliev como «el arsenal de los piratas cretenses». Según el tradicionista árabe Al-Tabari, se organizaron tres flotas, con un total de casi trescientos barcos, que partieron simultáneamente desde bases navales musulmanas en el Mediterráneo oriental. Aunque los objetivos de las dos primeras flotas son desconocidos, la tercera, compuesta por 85 barcos y 5000 hombres, bajo el mando de un líder conocido en fuentes árabes solo como Ibn Qaṭūnā, tuvo como destino la costa egipcia.
La identidad de este «Ibn Qaṭūnā» sigue siendo un misterio y los académicos modernos han propuesto diversas hipótesis sin pruebas concluyentes. Henri Grégoire, basado en la similitud de las consonantes en sus nombres, sugirió que podría tratarse de Sergio Niketiates, quien probablemente falleció en 843, o de Constantino Contomita. En un estudio posterior, realizado en 1952, Grégoire propuso que podría identificarse con el paracemomeno Damián, interpretando el nombre árabe como una posible alusión al título bizantino epi tou koitonos («encargado de la alcoba imperial»). Previamente, en 1913, el historiador inglés Ernest Walter Brooks planteó que podría corresponder al strategos Fotino.
Las defensas navales egipcias eran débiles. La flota egipcia, que había decaído desde su esplendor durante la era omeya, operaba principalmente en el Nilo en lugar de en el Mediterráneo. Las fortificaciones costeras, antes protegidas por guarniciones voluntarias, se abandonaron a finales del siglo VIII. Los bizantinos explotaron esta vulnerabilidad con incursiones en 811-812, y nuevamente en c. 815, atacaron en varias oportunidades las costas egipcias. El 22 de mayo de 853, la flota bizantina llegó a Damieta, donde la guarnición de la ciudad se hallaba ausente, ya que había acudido a Fustat para celebrar el Día de Arafah, festividad organizada por el gobernador Anbasah ibn Ishaq al-Dabbi. Los habitantes de Damieta huyeron al ver su ciudad indefensa, la cual las tropas bizantinas saquearon durante dos días y luego incendiaron. Los bizantinos capturaron a unas seiscientas mujeres árabes y coptas, además de apoderarse de grandes cantidades de armas y suministros destinados a Creta. Posteriormente, la flota navegó hacia el este y atacó la fortaleza de Ushtun, donde destruyeron abundante artillería y máquinas de asedio antes de regresar a casa.

## Consecuencias e impacto
Aunque el historiador Vassilios Christides considera la incursión en Damieta como «una de las operaciones militares más brillantes» del ejército bizantino, las fuentes bizantinas la omiten por completo, probablemente porque la mayoría de los relatos están distorsionados por su actitud hostil hacia Miguel III (r. 842-867) y su reinado. En consecuencia, la incursión solo se conoce a través de dos fuentes árabes: los relatos Al-Tabari y Ya'qubi.
Los bizantinos regresaron y asaltaron Damieta nuevamente en 854, y es posible que realizaran otra incursión en 855, ya que las fuentes árabes mencionan que las autoridades abasíes anticiparon la llegada de una flota bizantina a Egipto. En 859, la armada bizantina atacó Farama. Pese a estos éxitos, la piratería sarracena en el mar Egeo continuó sin cesar y alcanzó su punto culminante a principios del siglo X, con el saqueo de Tesalónica, la segunda ciudad del Imperio Bizantino, en 904, así como las acciones de los renegados León de Trípoli y Damián de Tarso. No fue hasta 961 que los bizantinos reconquistaron Creta y aseguraron el control del Egeo.
A raíz de estos acontecimientos, los cronistas árabes destacan que la incursión reveló la vulnerabilidad de Egipto ante ataques marítimos. Tras un prolongado período de abandono, el gobernador Anbasah ibn Ishaq al-Dabbise ordenó reforzar con urgencia las defensas costeras. Nueve meses después de la incursión, las autoridades refortificaron Damieta al igual que Tinis y Alejandría. Asimismo, se iniciaron obras de fortificación en Rosetta, Borollos, Ashmun, Al-Tina y Nastarawa, mientras se construían nuevos barcos y se reclutaban sus tripulaciones. Anbasah reclutó por la fuerza a la mayoría de los marineros entre los coptos y los árabes del interior, lo que perjudicó su reputación y provocó quejas ante el califa Al-Mutawákkil. Fuentes árabes posteriores, como Al-Maqrizi y relatos coptos confirman que la nueva flota llevó a cabo incursiones contra los bizantinos en los años siguientes, aunque no se detallan estas operaciones. Se considera que estos hechos marcaron el renacimiento de la armada egipcia, la misma que llegó a contar con cien barcos bajo la dinastía tuluní (868-905) y alcanzó más adelante su apogeo durante la dinastía fatimí (969-1171).